# Revolución democrática de Mongolia
La revolución mongola de 1990 (del mongol: Ардчилсан хувьсгал ‘Ardchilsan juvĭsgal’‘revolución democrática’) fue una revolución política que comenzó en Ulán Bator, capital de Mongolia, en 1990 y cuyo objetivo era derrocar al Partido Revolucionario del Pueblo Mongol para convertir el país a un sistema capitalista y la redacción de una nueva constitución. Fue encabezada mayoritariamente por gente joven en la Plaza Sükhbaatar; muchos de ellos protestaron mediante huelgas de hambre.
Terminó con la renuncia del gobierno comunista sin derramamiento de sangre. Esto fue el principio del fin de 70 años de la República Popular de Mongolia. Aunque se estableció un régimen capitalista, el Partido Revolucionario del Pueblo Mongol permaneció en el poder hasta 1996, tras ganar varias elecciones generales. Sin embargo, se llevaron a cabo reformas y comenzó la transición a una economía de mercado. Esta revolución se inspiró en las reformas de la Unión Soviética y en las revoluciones similares en Europa del Este a finales de 1989.

## Contexto histórico
En Mongolia hubo movimientos independentistas en 1911 contra la política de colonización de la última dinastía Qing. Finalmente, el Partido del Pueblo de Mongolia asumió el poder en Mongolia en 1921 con la ayuda de la Unión Soviética, después de que las fuerzas blancas rusas y chinas fueran expulsadas. En 1924, el partido se rebautizó como el Partido Revolucionario del Pueblo Mongol. Durante las siguientes décadas, Mongolia estuvo siempre muy alineada con la Unión Soviética. Después de la expulsión de Yumjaagiin Tsedenbal en 1984 e inspirado en las reformas de Mijaíl Gorbachov en la Unión Soviética, el nuevo liderazgo bajo Jambyn Batmönkh implementó reformas económicas, pero no apelaron a quienes, a finales de 1989, deseaban cambios más amplios.

## Desarrollo de los eventos
La juventud de Mongolia anhelaba un cambio en la sociedad y en la manera en que el gobierno estaba llevando a cabo sus negocios. Empezaron a reunirse y discutir en secreto. Por ejemplo, durante sus estudios en la Unión Soviética, Tsakhiagiin Elbegdorj aprendió acerca de la Glasnost, conceptos tales como la libertad de expresión y las libertades económicas. Después de regresar a Mongolia, se reunió con otras personas de ideas afines y trató de presentar esas ideas a un público más amplio, a pesar de los intentos de represión de la autoridad del Politburó del gobierno. El 28 de noviembre de 1989, al final de un discurso en el Segundo Congreso Nacional de Jóvenes Artistas, Tsakhiagiin Elbegdorj dijo que Mongolia necesitaba democracia y pidió a los jóvenes que colaboraran para crear la democracia en Mongolia. Dijo a la audiencia: "Consideramos que la Perestroika es un paso oportuno y valiente. La contribución de la juventud a esta cuestión revolucionaria no es por las conversaciones de apoyo, sino por cierto trabajo. Nuestra contribución es nuestro objetivo a cumplir. Nuestros objetivos son la democracia, la transparencia y la contribución a la glasnost, El apoyo a un poder progresista justo. Después del congreso espero reunirme y discutir con ustedes sobre esto en este grupo de nueva formación, que se basará en principios públicos, voluntarios y democráticos".
El presidente del congreso interrumpió el discurso de Elbegdorj y le advirtió que no dijera tales cosas. Era 1989 y Mongolia había sido un país comunista durante 68 años. En ese momento, se alegó que cualquier otra persona era un espía no oficial del partido comunista que denunciaba a las personas que expresaban opiniones distintas del socialismo y el comunismo. Durante el receso del congreso, dos jóvenes Dari Sukhbaatar y Chimediin Enkhee se reunieron con Elbegdorj y los tres acordaron fundar un movimiento democrático y difundir secretamente la noticia a otros jóvenes. Más tarde, los tres se reunieron y se unieron con otras diez personas y se les conoce como los Trece Líderes de la Revolución Democrática de Mongolia. A su regreso del congreso, su jefe en el periódico Ulaan Od advirtió a Elbegdorj que sería despedido si seguía participando en cualquier actividad sin trabajo o si participaba en alguna conducta incompatible con la ideología comunista y socialista. A pesar de la advertencia, Elbegdorj y sus amigos se reunieron en secreto con otros jóvenes en el auditorio circular de la Universidad Nacional de Mongolia y discutieron la democracia, la política económica de libre mercado y otros temas prohibidos de la época, y comenzaron a redactar un plan. para organizar un movimiento democrático. Se reunieron muchas veces y nuevos seguidores se les unieron a ellos en secreto. Una noche colocaron anuncios de su manifestación pública en las calles.
En la mañana del 10 de diciembre de 1989, se produjo la primera manifestación pública abierta en favor de la democracia frente al Centro Cultural Juvenil de Ulan Bator. Allí, Elbegdorj anunció la creación de la Unión Democrática de Mongolia. Y así nació el primer movimiento a favor de la democracia en Mongolia.
Los manifestantes pidieron que Mongolia adoptara la perestroika y la glasnost. Los líderes disidentes exigieron elecciones libres y reformas económicas, pero en el contexto de un "socialismo democrático humano". Los manifestantes inyectaron un elemento nacionalista en las protestas utilizando el alfabeto mongol tradicional, que la mayoría de los mongoles no podían leer, como un repudio simbólico del sistema político que había impuesto el alfabeto cirílico mongol. A finales de diciembre, las manifestaciones aumentaron cuando llegaron noticias de la entrevista de Garri Kaspárov a Playboy, sugiriendo que la Unión Soviética podría mejorar su salud económica vendiendo Mongolia a China. El 2 de enero de 1990, la Unión Democrática de Mongolia comenzó a distribuir folletos en los que se pedía una revolución democrática. Cuando el gobierno no cumplió con esto y luego, demandas más agresivas, se produjeron manifestaciones.
El 14 de enero de 1990, los manifestantes, que habían pasado de 300 a unos 1.000, se reunieron en la plaza frente al Museo Lenin, que desde entonces lleva el nombre de Plaza de la Libertad en Ulán Bator. Siguió una manifestación en la Plaza Sükhbaatar el 21 de enero (con una temperatura de -30 C). Los manifestantes portaban pancartas alusivas a Gengis Kan, rehabilitando una figura que la enseñanza soviética no exaltaba. Celebraron a Daramyn Tömör-Ochir, un político que fue purgado del PRPM en 1962 como parte de los esfuerzos del PRPM para reprimir la conmemoración del 800 aniversario del nacimiento de Gengis Kan. Y los manifestantes llevaban una bandera de Mongolia modificada que carecía de una estrella dorada que simbolizaba el socialismo; esta bandera se convertiría en la nueva bandera después de la revolución.
En los meses siguientes, los activistas continuaron organizando manifestaciones, mítines, protestas y huelgas de hambre, así como huelgas de maestros y trabajadores. Los activistas contaron con un apoyo creciente de los mongoles, tanto en la capital como en el campo y las actividades de los sindicatos llevaron a otros llamados a la democracia en todo el país. Después vinieron las manifestaciones de los fines de semana en enero y febrero y la formación de los primeros partidos de oposición de Mongolia. Las manifestaciones se expandieron a miles de personas en la ciudad capital, en Erdenet y Darjan, y en las capitales provinciales, en particular Mörön en la provincia de Hövsgöl.
Después de numerosas manifestaciones de miles de personas en la capital y en las capitales provinciales, el 4 de marzo de 1990, la UDM y otras tres organizaciones reformistas celebraron una reunión masiva conjunta al aire libre, invitando al gobierno a asistir. El gobierno no envió ningún representante a lo que se convirtió en una manifestación de más de 100.000 personas exigiendo un cambio democrático. El 7 de marzo de 1990, en la plaza Sükhbaatar, la Unión Democrática inició una huelga de hambre de diez instando a los comunistas a dimitir. El número de huelguistas aumentó y miles los apoyaron. El Politburó del Partido Revolucionario del Pueblo de Mongolia (PRPM, actual Partido del Pueblo de Mongolia): la autoridad del gobierno finalmente cedió ante la presión y entabló negociaciones con los líderes del movimiento Unión Democrática de Mongolia.
Jambyn Batmönkh, presidente del Politburó del Comité Central del PRPM decidió disolver el Politburó y dimitir el 9 de marzo de 1990. Sin embargo, tras bambalinas, el PRPM había considerado seriamente tomar medidas enérgicas contra los manifestantes y redactó un decreto que sería firmado por el líder del partido, Jambyn Batmönkh. Batmönkh se opuso a ella, manteniendo una política estricta de nunca usar la fuerza (mongol: Хэрхэвч Хүч хэрэглэж болохгүй). Las personas que estuvieron presentes recordaron más tarde que Batmönkh dijo: "Nunca firmaré esto. Nosotros, los pocos mongoles, aún no hemos llegado al punto de hacernos sangrar las narices", golpeó la mesa y abandonó la habitación.
Elbegdorj anunció la noticia de la renuncia del Politburó a los huelguistas de hambre y a las personas que se habían reunido en la Plaza Sükhbaatar a las 10 p. m. de ese día después de las negociaciones entre los líderes del PRPM y la Unión Democrática de Mongolia. La huelga de hambre cesó. La dimisión del Politburó del PRPM allanó el camino para las primeras elecciones multipartidistas en Mongolia. El nuevo gobierno anunció las primeras elecciones parlamentarias libres de Mongolia, que se celebrarían en julio.
El papel de las mujeres en la protesta fue discreto, como proporcionar comida y bebida a los manifestantes; todos los líderes visibles de la protesta eran hombres, lo que refleja el tradicional papel subordinado de las mujeres en Mongolia.

## Consecuencias
Tras la Revolución Democrática de 1990 en Mongolia, el 29 de julio del mismo año se celebraron las primeras elecciones multipartidistas y libres de Mongolia para un parlamento bicameral. En las elecciones parlamentarias de 1990 en Mongolia, los partidos se postularon para 430 escaños en el Gran Jural del Pueblo. Los partidos de oposición no pudieron nominar suficientes candidatos. La oposición nominó a 346 candidatos para los 430 escaños en el Gran Jural (cámara alta). El Partido Revolucionario del Pueblo de Mongolia (MPRP) ganó 357 escaños en el Gran Jural y 31 de 53 escaños en el Pequeño Jural (que luego fue abolido) también. El MPRP disfrutó de una posición fuerte en el campo político.
No obstante, el nuevo gobierno del MPRP bajo Dashiin Byambasüren compartió el poder con los demócratas e implementó reformas constitucionales y económicas. Como estas reformas coincidieron con la disolución de la Unión Soviética, que hasta 1990 había proporcionado una ayuda económica significativa al presupuesto estatal de Mongolia, el país experimentó graves problemas económicos: las empresas cerraron, la inflación aumentó y los alimentos básicos tuvieron que racionarse durante un tiempo. El comercio exterior quebró, la ayuda económica y técnica de los antiguos países socialistas terminó y la economía nacional luchaba contra la privatización. Un próspero mercado negro surgió en Ulán Bator en 1988 para adaptarse a las necesidades de la población.
El Gran Jural del Pueblo (cámara alta) se reunió por primera vez el 3 de septiembre y eligió un presidente (MPRP), un vicepresidente (socialdemócrata), un primer ministro (MPRP) y 50 miembros del Baga Jural (cámara baja). El vicepresidente también era presidente del Baga Jural. En noviembre de 1991, el Gran Jural del Pueblo inició el debate sobre una nueva constitución, que entró en vigor el 12 de febrero de 1992. Además de establecer a Mongolia como una república independiente y soberana y garantizar una serie de derechos y libertades, la nueva constitución reestructuró la rama legislativa del gobierno, creando una legislatura unicameral, el Gran Jural del Estado. La constitución fue enmendada en 1992. La primera victoria electoral para los demócratas fueron las elecciones presidenciales de 1993, cuando ganó el candidato opositor Punsalmaagiin Ochirbat.
La Coalición de la Unión Democrática codirigida por el presidente del Partido Democrático Tsakhiagiin Elbegdorj logró por primera vez ganar la mayoría en las elecciones parlamentarias de 1996. El Partido Democrático ha sido parte de tres gobiernos de coalición con el exgobernante MPRP en 2004-2008 y en 2008-2012 respectivamente; y con el Voluntad Cívica - Partido Verde y el nuevo MPRP a partir de 2012.
En las elecciones presidenciales de Mongolia de 2009, el candidato del Partido Democrático, Tsakhiagiin Elbegdorj, uno de los líderes de la revolución democrática, derrotó al candidato del MPRP, el actual presidente Nambaryn Enjbayar. Tras esta victoria, el Partido Democrático volvió a ganar en las elecciones parlamentarias de 2012. En las elecciones locales de la capital, provincias y distritos, en 2012, el Partido Democrático ganó por primera vez en la historia del país. En las elecciones presidenciales de Mongolia de 2013, ganó el candidato del Partido Democrático, el actual presidente Tsakhiagiin Elbegdorj. Así, el Partido Democrático que surgió de la Unión Democrática - es decir, los activistas prodemocracia - ha tenido el control de la presidencia, el parlamento y el gobierno de Mongolia entre 2013 y 2016, cuando fue derrotado en las elecciones parlamentarias.